# مرقد حسين الكاظم
مرقد حسين الكاظم (بالفارسية: امامزاده حسین بن موسی کاظم) هو مرقد شيعي تاريخي لكن زلزال طبس تم تدميره وإعادة بنائه، ويقع في طبس.